# 6398 Timhunter
6398 Timhunter este un asteroid din centura principală de asteroizi.

## Descriere
6398 Timhunter este un asteroid din centura principală de asteroizi. A fost descoperit pe 10 februarie 1991 la Observatorul Palomar de Shoemaker, C. S., Shoemaker, E. M., Levy, D. H.. Asteroidul prezintă o orbită caracterizată de o semiaxă mare de 2,34 ua, o excentricitate de 0,22 și o înclinație de 23,9° în raport cu ecliptica.